# TriStar Pictures
TriStar Pictures (Tri-Star tot 1991) is een Amerikaanse filmdistributiestudio. TriStar is een onderdeel van de Columbia TriStar Motion Picture Group (Sony Pictures) waar ook zustermaatschappij Columbia Pictures onderdeel van is.
Het idee om TriStar op te richten in 1982 was oorspronkelijk een idee van Columbia Pictures (destijds een onderdeel van The Coca-Cola Company), HBO en CBS, om een bedrijf op te richten om de groeiende kosten van het produceren van films te dekken. Het bedrijf heette oorspronkelijk Nova, maar bij de allereerste productie werd de naam veranderd in Tri-Star. De allereerste productie van TriStar was de film The Natural uit 1983. Hun tweede film, een remake van de MGM-productie Where the Boys Are, werd echter in contrast met de eerste film een grote flop.
In 1989 had Coca-Cola, dat toen al volledig eigenaar van TriStar was, alle entertainment-onderdelen verkocht aan Sony Corporation onder druk van de aandeelhouders en Sony fuseerde Columbia met TriStar en creëerde daarmee de Columbia TriStar Motion Picture Group. Al snel verloor de merknaam TriStar Pictures terrein, tot op het moment dat geen enkele film meer onder de TriStar-naam werd uitgebracht. Echter, in 2004 werd het merk opnieuw gelanceerd, om films te distribueren die afwijken van het genre dat Columbia Pictures voornamelijk produceert. Ook zal TriStar enkele films die oorspronkelijk onder de vleugels van United Artists (sinds de overname van MGM door Sony in 2004, een zusterstudio van TriStar) uitgebracht zouden worden, uitbrengen.

## Films

### 1980-1989
- The Natural (1983)
- Where the Boys Are (1984)
- The Muppets Take Manhattan (1984)
- Birdy (1984)
- Places in the Heart (1984)
- The Pool As The Come (1985)
- Lifeforce (1985)
- Santa Claus: The Movie (1985)
- Short Circuit (1986, plus een vervolg in 1988)
- About Last Night... (1986)
- Labyrinth (1986)
- The Blob (1988, remake van de film uit 1958)
- The Seventh Sign (1988)
- Short Circuit 2 (1988)
- Steel Magnolias (1989)
- Look Who's Talking (1989, plus twee vervolgen in 1990 en 1993)
- All Dogs Go to Heaven (1989, Alleen European Distribution (behalve voor het Verenigd Koninkrijk en Ierland tot 2016))

### 1990-1999
- Jacob's Ladder (1990)
- Avalon (1990)
- Total Recall (1990, alleen distributie)
- Terminator 2: Judgment Day (1991, alleen distributie)
- Hook (1991)
- Basic Instinct (1992, alleen distributie)
- Chaplin (1992, alleen distributie)
- Husbands and Wives (1992)
- Cliffhanger (1993)
- Manhattan Murder Mystery (1993)
- Philadelphia (1993)
- Rudy (1993)
- Sleepless in Seattle (1993)
- Mary Shelley's Frankenstein (1994)
- Legends of the Fall (1994)
- Devil in a Blue Dress (1995)
- Jumanji (1995)
- Johnny Mnemonic (1995)
- The Quick and the Dead (1995)
- The Fan (1996)
- Sunset Park (1996)
- Matilda (1996)
- Jerry Maguire (1996)
- My Best Friend's Wedding (1997)
- Starship Troopers (1997)
- Seven Years in Tibet (1997)
- Godzilla (1998)
- The Mask of Zorro (1998)
- Crazy in Alabama (1999)
- Jakob the Liar (1999)

### 2000+
- Godzilla 2000 (2000)
- Metropolis (2001) (subtitled)
- Lords of Dogtown (2005)
- Oliver Twist (2005)
- A Beautiful Day in the Neighborhood (2019)